# Champ Car Series 1990
De Champ Car Series 1990 was het twaalfde CART kampioenschap dat gehouden werd tussen 1979 en 2007. Het werd gewonnen door Al Unser Jr. De Indianapolis 500 race werd gewonnen door Arie Luyendyk. Hij werd achtste in de eindstand van het kampioenschap. Belgisch coureur Didier Theys werd met 15 punten achttiende in de eindstand.

## Races
|    | Datum        | Circuit                         | Winnaar            | Tweede             | Derde              | Pole position      |
| 1  | 8 april      | Phoenix International Raceway   | Rick Mears         | Bobby Rahal        | Al Unser Jr.       | Rick Mears         |
| 2  | 22 april     | Stratencircuit Long Beach       | Al Unser Jr.       | Emerson Fittipaldi | Danny Sullivan     | Al Unser Jr.       |
| 3  | 27 mei       | Indianapolis Motor Speedway     | Arie Luyendyk      | Bobby Rahal        | Emerson Fittipaldi | Emerson Fittipaldi |
| 4  | 3 juni       | Milwaukee Mile                  | Al Unser Jr.       | Rick Mears         | Emerson Fittipaldi | Rick Mears         |
| 5  | 17 juni      | Stratencircuit Detroit          | Michael Andretti   | Bobby Rahal        | Eddie Cheever      | Michael Andretti   |
| 6  | 24 juni      | Portland International Raceway  | Michael Andretti   | Mario Andretti     | Al Unser Jr.       | Danny Sullivan     |
| 7  | 8 juli       | Cleveland                       | Danny Sullivan     | Bobby Rahal        | Emerson Fittipaldi | Rick Mears         |
| 8  | 15 juli      | Meadowlands Sports Complex      | Michael Andretti   | Rick Mears         | Teo Fabi           | Michael Andretti   |
| 9  | 22 juli      | Stratencircuit Toronto          | Al Unser Jr.       | Michael Andretti   | Eddie Cheever      | Danny Sullivan     |
| 10 | 5 augustus   | Michigan International Speedway | Al Unser Jr.       | Bobby Rahal        | Mario Andretti     | Emerson Fittipaldi |
| 11 | 26 augustus  | Stratencircuit Denver           | Al Unser Jr.       | Danny Sullivan     | Bobby Rahal        | Teo Fabi           |
| 12 | 2 september  | Stratencircuit Vancouver        | Al Unser Jr.       | Danny Sullivan     | Mario Andretti     | Michael Andretti   |
| 13 | 16 september | Mid-Ohio Sports Car Course      | Michael Andretti   | Mario Andretti     | Al Unser Jr.       | Michael Andretti   |
| 14 | 23 september | Road America                    | Michael Andretti   | Emerson Fittipaldi | Rick Mears         | Danny Sullivan     |
| 15 | 7 oktober    | Nazareth Speedway               | Emerson Fittipaldi | Rick Mears         | Bobby Rahal        | Bobby Rahal        |
| 16 | 21 oktober   | Laguna Seca                     | Danny Sullivan     | Al Unser Jr.       | Michael Andretti   | Danny Sullivan     |

## Eindrangschikking (Top 10)
| Rank | Rijder             | Ptn |
| ---- | ------------------ | --- |
| 1.   | Al Unser Jr.       | 210 |
| 2.   | Michael Andretti   | 181 |
| 3.   | Rick Mears         | 168 |
| 4.   | Bobby Rahal        | 153 |
| 5.   | Emerson Fittipaldi | 144 |
| 6.   | Danny Sullivan     | 139 |
| 7.   | Mario Andretti     | 136 |
| 8.   | Arie Luyendyk      | 90  |
| 9.   | Eddie Cheever      | 80  |
| 10.  | John Andretti      | 51  |

1979 · 
1980 ·
1981 ·
1982 ·
1983 ·
1984 ·
1985 ·
1986 ·
1987 ·
1988 ·
1989 ·
1990 ·
1991 ·
1992 ·
1993 ·
1994 ·
1995 ·
1996 ·
1997 ·
1998 ·
1999 ·
2000 ·
2001 ·
2002 ·
2003 ·
2004 ·
2005 ·
2006 ·
2007